# Eupogonius obrienorum
Eupogonius obrienorum es una especie de escarabajo longicornio del género Eupogonius, tribu Desmiphorini, subfamilia Lamiinae. Fue descrita científicamente por Galileo & Santos-Silva en 2017.

## Descripción
Mide 4,7-5,15 milímetros de longitud.

## Distribución
Se distribuye por México.